# Luís Mesquita de Oliveira
Luís Mesquita de Oliveira, beter bekend als Luisinho (Rio de Janeiro, 29 maart 1911  - São Paulo, 27 december 1983) was een Braziliaanse voetballer.
Luisinho won met São Paulo en Palestra Itália (Palmeiras), verscheidene staatstitels. Voor het nationale elftal scoorde hij vier keer op het Zuid-Amerikaans kampioenschap 1937. Hij speelde ook enkele wedstrijden op het WK van 1934 en 1938.